# Festivalul „Cerbul de Aur”
Festivalul „Cerbul de Aur” este un eveniment devenit tradiție ce are loc în Piața Sfatului din Brașov în lunile august-septembrie. Desfășurat pentru prima dată în 1968, festivalul a lansat de-a lungul timpului vedete care s-au bucurat de mare succes în țară și în străinătate. „Cerbul de Aur” este un spectacol-concurs de interpretare ce urmărește promovarea talentelor din România și de peste hotare. 
Printre artiștii străini ce s-au aflat pe scena festivalului se numără: Josephine Baker, Pia Colombo, Dalida, Diana Ross, Amália Rodrigues, Julio Iglesias, Enrico Macias, Connie Francis, Rika Zarai, Rita Pavone, Bobby Solo, Hugues Aufray, Sergio Endrigo, Leny Escudero, Alain Barrière, Massiel, Charles Trenet, Tereza Kesovija, Gigliola Cinquetti, Juliette Gréco, Udo Jürgens, Lola Novakovici, Gilbert Becaud, Caterina Caselli, Caterina Valente, Radmila Karaklaici, Sheryl Crow, Edith Pieha, Tom Jones, Vaya con Dios, Coolio, Christina Aguilera, Kenny Rogers, Ricky Martin, Kelly Family, Jerry Lee Lewis și Patricia Kaas. Au fost prezenți și artiști precum caricaturistul Ștefan Popa-Popas, etc.
Până în prezent au avut loc 19 ediții, festivalul fiind întrerupt și reluat de mai multe ori de-a lungul anilor.

## Ediții

### Ediția I 1968
- Desfășurare: Festivalul s-a desfășurat între 5 și 10 martie, în incinta Teatrului Dramatic. Directori: Tudor Vornicu și Ilie Mănescu. Orchestra a fost condusă de maestrul Sile Dinicu. Televiziunea Română s-a ocupat de organizare, ea fiind cea care a făcut selecția concurenților și a vedetelor. În prima zi a fost susținut un recital de către celebrul cântăreț Constantin Drăghici. Concursul propriu-zis a avut loc între 6 și 9 martie. Pe data de 7 martie, TVR a scos revista oficială a primei ediții a festivalului, în cinci limbi. Aceasta conținea interviuri cu vedetele participante, precum și biografia concurenților. Aprecierile internaționale au fost extraordinare, privind atât desfășurarea, cât și aranjamentul scenic. La încheierea Festivalului, pe 10 martie, oficialitățile române au oferit o cină la restaurantul „Aro Palace” (pe atunci „Carpați”) concurenților, vedetelor, juriului și jurnaliștilor.
- Prezentatori: Stela Popescu, Luminița Iacobescu[1][2], Iurie Darie
- Participanți:  Nicky Hilton,  Gerda Berndorf,  Marika Lichter,  Jacques Hustin,  Kalinka,  Iordanka Hristova,  Margarita Radinska,  Josef Laufer,  Jo Rolland,  Marion Rung,  Guy Mardel,  Ingo Graf,  Renée Martin,  Nana Gualdi,  Patricia Cahill,  Adela Maffina,  Gabi Novak,  Eric Thomace,  Urszula Sipińska,  Mafalda Sofia,  Anca Agemolu,  Dan Spătaru,  Margareta Pâslaru,  Roddy McNeil,  Michel,  Nina Brodskaia,  Kati Kovács. 
  -   Jacques Hustin
  -   Josef Laufer
  -   Kalinka.
- Alte premii și mențiuni:
  -  Roddy McNeil,
  -  Iordanka Hristova,
  -  Margareta Pâslaru,
  -  Marion Rung,
  -  Urszula Sipińska.
- Vedete în concert: Constantin Drăghici, Los Machucambos, Gică Petrescu, Hugues Aufray, Caterina Caselli, Edith Pieha, Amália Rodrigues, Rika Zarai, Rita Pavone, Maria Mițeva, Bobby Solo, Jean-Claude Pascal.

- TVR Media: Deschiderea primei ediții a Festivalului Arhivat în 27 septembrie 2007, la Wayback Machine.

### Ediția a II-a 1969

Luminița Dobrescu, câștigătoarea ediției

- Desfășurare: A doua ediție a festivalului a avut loc la Brașov, între 5 și 10 martie, cocktailul de primire fiind oferit de primarul Constantin Cârtâna, la Casa Armatei, cu o zi înainte. Festivalul a fost transmis de 25 de televiziuni din toată lumea. Festivalul a fost încheiat cu o cină la hotelul Aro Palace, la care au fost invitați participanții, vedetele din concerte, jurnaliștii și membrii juriului.
- Prezentatori: Sanda Țăranu, Silviu Stănculescu (pe scenă), Ioana Măgură și Andrei Magheru (radio), care au înmânat premiul
- Participanți:  Cheral Clair,  Grand Frazer,  Serge Davignac,  Margarita Dimitrova,  Hana Pazeltová,  Stavro Shialis,  Bent Warburg,  Midinette Jacqueline,  Aarno Raninen,  Frida Boccara,  Dagmar Frederic,  Renate Kern,  Roy Black,  Gheorghi Doyle,  Renata Pacini,  Vincingnerro Salvatore,  Slobodan „Boba” Stefanović,  Charlotte Leslie Diello,  Conny Vink,  Jacek Lesh,  Anda Călugăreanu,  Luminița Dobrescu,  Mihaela Mihai,  Julio Iglesias,  Kaare Sundalin,  János Koós,  Maria Rozova.
- Câștigători:
  -   Luminița Dobrescu
  -   Hana Pazeltová
  -   Conny Vink
- Alte premii și mențiuni:
  -  Roy Black (premiul special al juriului)
  -  Anda Călugăreanu (mențiune specială)
  -  Mihaela Mihai (mențiune specială)
  -  Frida Boccara (mențiune specială)
- Vedete în concert: Cliff Richard, Ilinca Cerbacev, Ghiuli Cioheli, Tereza Kesovija, Udo Jürgens, Waldemar Matuška, Barbara, Margareta Pâslaru, Gigliola Cinquetti, Frankie Avalon, Mie Nakao și Juliette Gréco.

- TVR Media: Cerbul de Aur 1969[nefuncțională]
- TVR Media: Luminița Dobrescu – „Of, inimioară!” Arhivat în 27 septembrie 2007, la Wayback Machine.

### Ediția a III-a 1970
- Desfășurare:

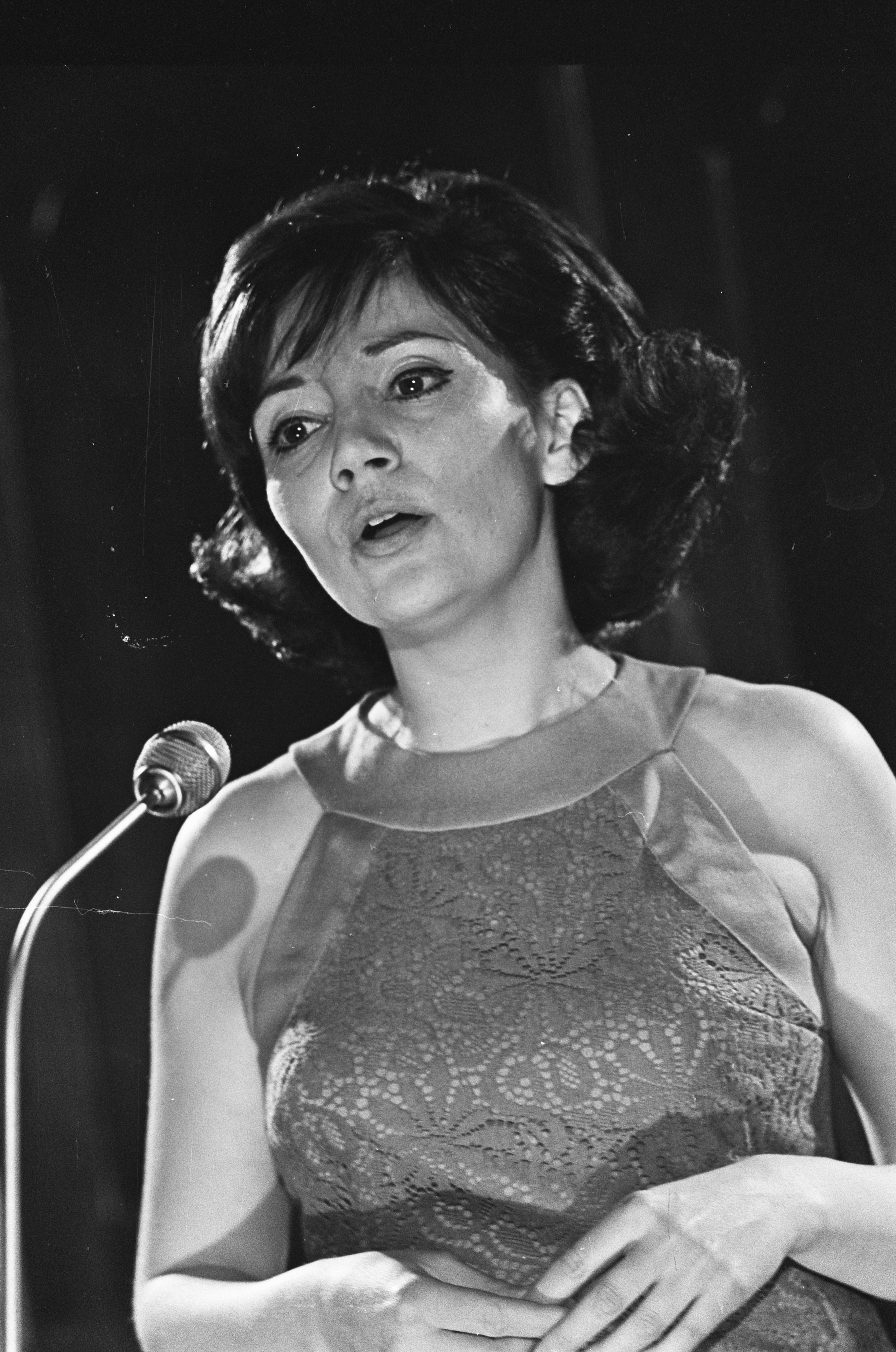
Thérèse Steinmetz, câștigătoarea ediției

- Prezentatori: Valeria Gagealov și Andrei Magheru
- Participanți:
- Câștigători:
  -   Thérèse Steinmetz
  -   Lise Marke (Belgia) și  Angela Similea (Romania)
  -   Pașa Hristova (Bulgaria)
- Alte premii și mențiuni:
- Doina Spataru
- Vedete în concert:

- TVR Media: Cerbul de Aur 1970 Arhivat în 27 septembrie 2007, la Wayback Machine.
- TVR Media: Recital Connie Francis Arhivat în 27 septembrie 2007, la Wayback Machine.
- TVR Media: Recital Arhivat în 27 septembrie 2007, la Wayback Machine. Josephine Baker, alături de Luminița Dobrescu și Memphis Slim.

### Ediția a IV-a 1971
- Desfășurare: Manifestarea s-a ținut între 5 și 7 martie și a debutat cu un cocktail la Casa Armatei (azi Cercul Militar). Festivalul s-a încheiat cu un spectacol folcloric.
- Prezentatori:
- Participanți:  Kiki Dee,  Chris Eklund,  Eric,  Nicole Jacquemin,  Lili Castel,  Mimi Ivanova,  Helena Vondráčková,  Britt Vendelbo,  Eliane Dambre,  Lea Laven,  Frédérique Vali,  Derek John Tilley,  Regina Thoss,  Olivia Molina,  Dickie Rock,  Lorena Midi,  Sașka Petkovska,  Fausti,  Jan Høiland,  Jerry Rix,  Sława Przybylska,  Lenita Gentil,  Maria Valejo,  Corina Chiriac,  Ruxandra Ghiață,  Cătălina Marinescu,  John O'Hara,  Dova,  Ann-Louise Hanson,  Zsuzsa Koncz.
- Câștigători:
  -   Ann-Louise Hanson
  -   Helena Vondráčková
  -  (ex æquo)  Corina Chiriac,  Lili Castel
- Alte premii și mențiuni:
  -  Dova (premiul special al juriului),
  -  Cătălina Marinescu,  Dickie Rock,  Kiki Dee (mențiuni acordate de Radioteleviziunea Română),
  -  Jerry Rix (mențiunie de popularitate oferită de Municipiul Brașov),
  -  Zsuzsa Koncz,  Mimi Ivanova,  Nicole Jacquemin (mențiuni pentru cea mai bună interpretare a unui cântec românesc oferite de Uniunea Compozitorilor din România),
  -  Derek John Tilley (premiul tinereții oferit de U.A.S. din centrul universitar Brașov),
  -  dirijor Sile Dinicu și Orchestra de muzică ușoară a Radioteleviziunii Române (diplomă de onoare din partea juriului, pentru acompaniamentul de calitate),  regizor Alexandru Bocăneț (diplomă de onoare din partea juriului, pentru transmisiunea Festivalului în condiții excelente).
- Vedete în concert: Doina Badea, Alain Barrière, Dalida, Sergio Endrigo, Lola Novakovici, Enrico Macias, Massiel, Angela Similea, O. C. Smith, Doina Spătaru, Thérèse Steinmetz, Charles Trenet.

### Ediția a V-a 1992
- Desfășurare: După 21 ani de tăcere, Televiziunea Română a readus la viață festivalul. Ediția din 1992 s-a desfășurat între 24 și 28 iunie. Pentru prima dată în istoria festivalului, acesta s-a desfășurat în Piața Sfatului.
  - 24 iunie: Deschiderea Festivalului, Concursul de Interpretare – seara I.
  - 25 iunie: Deschiderea Festivalului, Concursul de Interpretare – seara II.
  - 26 iunie: Concert extraordinar de orgă / O seară la Poiana  Brașov – Față în față concurenții cu juriul
  - 27 iunie: Spectacol folcloric extraordinar / Concurs de debut discografic și video-clip
  - 28 iulie: Gala Laureaților

- Prezentatori: Ricky Dandel, Bianca Brad, Tomi Cristin și Ruxandra Enescu
- Participanți:
- Câștigători:
  -   Trie Utami
- Alte premii și mențiuni:
- Vedete în concert: Doina și Ion Aldea Teodorovici[3], Patricia Kaas, Johnny Logan, Linda Martin, Riccardo Fogli, Sisters Sledge, Angela Similea, Gabriel Cotabiță, Ricky Dandel

### Ediția a VI-a 1993
- Desfășurare: 2-5 septembrie 1993
- Prezentatori: Ricky Dandel
- Participanți:
- Câștigători:
  -   Arina
- Alte premii și mențiuni:
- Vedete în concert: Toto Cutugno, Kylie Minogue, Jerry Lee Lewis, Dionne Warwick, Holograf, Alexandru Andries, Nicu Alifantis, Ricky Dandel

### Ediția a VII-a 1994
- Desfășurare:
  - 31 august: Concursul de interpretare (I)/ Recital James Brown
  - 1 septembrie: Concursul de interpretare (II) / Recitaluri: Silvia Dumitrescu, Boy George & Jesus Loves You, Culture Beat
  - 2 septembrie: Concursul de videoclip / Recitaluri: Direcția 5, Loredana Groza, Paul Young
  - 3 septembrie: Concursul de debut discografic / Recitaluri: Sfinx Experience, Arina (câștigătoarea ediției precedente), Commodores
  - 4 septembrie: Gala laureaților /recitaluri: Monica Anghel, Ray Charles
  - 5 septembrie: Concert extraordinar de muzică populară
  - 6 septembrie: Special Blues Gala: Sorin Chifiriuc & Electric Red Roosters, Jimmy Smith Band
  - 7 septembrie: Progressive Rock Event: Steve Hackett, Steve Howe, David Palmer Progressive Rock Project
- Prezentatori: Bianca Brad, Beatrice Vornicu, Daniela Popescu, Cristina Stoica, Tania Budi și Ricky Dandel
- Participanți:
  - Secțiunea interpretare: Mirjam's Dream (Germania), Worthy Davis (S.U.A.), Youddiph (Rusia), Lorenza (Țările de Jos), Michael Morgan (Germania), Maris Vitols (Letonia), Arturo Vargas (Mexic), Tone Norum (Norvegia), Michael James (Anglia), Afonso (Brazilia), Caron & Jay Day (Finlanda), Pat Bickham (S.U.A.), Duilio (Italia), Zia Lindberg (Suedia), Sophia (Țările de Jos), Nadia Boteva (Bulgaria), Dav McNamara (Irlanda), Edward Kondologit (Indonezia), AB Three (Indonezia), Zhu Hong (China), Charles Hermand (Belgia), Mona Roșoga (România)
  - Secțiunea videoclip: Dzidek Marcinkiewicz (Germania), Youddiph (Rusia), Benny (Mexic), Linga (Letonia), Ena Sea (Germania), Elba Ramalho (Brazilia), Tone Norum (Norvegia). Jay Day (Finlanda), Zia Lindberg (Suedia), Mei Hua (China), AB Three (Indonezia), Loredana Groza (România)
  - Secțiunea debut discografic: Antonella Arancio (Italia), Youddiph (Rusia), Bad Girls (Brazilia), Tony Putrino (Australia), Ena Sea (Germania), Tone Norum (Norvegia), Caron (Finlanda), Duilio (Italia), Carl Linger (Țările de Jos), Zia Lindberg (Suedia), Mei Hua (China), Edward Kondologit (Indonezia), AB Three (Indonezia), Dragoș Alexandru (România)
- Câștigători:
  -  Worthy Davis
- Alte premii și mențiuni:
- Vedete în concert: Paul Young, David Palmer, Boy George, Culture Beat, The Commodores, Ray Charles, James Brown, Silvia Dumitrescu, Loredana Groza și Monica Anghel
- TVR Media: Cerbul de Aur 1994 Arhivat în 28 septembrie 2007, la Wayback Machine.
- TVR Media: Monica Anghel Arhivat în 27 septembrie 2007, la Wayback Machine.

### Ediția a VIII-a 1995
- Desfășurare:
  - 30 august: Concursul de discografie / Recital: Status Quo
  - 31 august: Concursul de videoclip / Recitaluri: Mona Roșoga, Worthy Davis, Temptations
  - 1 septembrie: Concursul de interpretare (I) / Recitaluri: Belinda Carlisle, Școala Vedetelor, 2 Unlimited
  - 2 septembrie: Concursul de interpretare (II) / Recitaluri: Ioan Gyuri Pascu, MC Hammer
  - 3 septembrie: „La poarta Brașovului, la izvorul dorului” – Spectacol folcloric extraordinar, / Gala Laureaților / Recital Kenny Rogers
- Prezentatori: Toni Grecu și Daniela Gamulescu
- Participanți:
  - Secțiunea discografie: Jan Werner (Norvegia), Aureo Baquelro (Mexic), Gentle (Germania), Michael B (Canada), Chayenne (Belgia), Eclipse (Țările de Jos), Rocko Azzuri (Italia), Massimo di Cataldo (Italia), Devon Niko (Canada), Baruch Friedland (Israel), Silvia Dumitrescu (România)
  - Secțiunea videoclip: Aureo Baquelro (Mexic), Mike Spiteri (Malta), Li-Na (China), Gentle (Germania), Collage (Canada), Cramp in the Leg (Rusia), Michael B (Canada), 2B or not 2B (Țările de Jos), Massimo di Cataldo (Italia), Devon Niko (Canada), Baruch Friedland (Israel), Silvia Dumitrescu (România)
  - Secțiunea interpretare: Lise Nielsen (Norvegia), Elada (Lituania), Jan Werner (Norvegia), Radek (Cehia), Milla (Suedia), Eka Deli (Indonezia), Stiina Jean (Finlanda), Lou Zhong Zou (China), Gentle (Germania), Elis Lovric (Italia), Arzu Ece (Turcia), Mark Mathison (UK), Collage (Canada), Tommaso Flauto (Italia), Gerard Nicaud (Franța), USS (Germania), Crizana (Spania), Chayenne (Belgia), Eri Kah (Țările de Jos), Sandy Langhart (S.U.A.), Devon Niko (Canada), Donna Freeman (UK), Baruch Friedland (Israel), Kenny James (S.U.A.), Aurelian Temișan (România), Daniel Robu (România)
- Câștigători:
  -   Cramp in The Leg
- Alte premii și mențiuni:
- Vedete în concert: Școala Vedetelor, Status Quo, 2 Unlimited, The Temptations, MC Hammer, Kenny Rogers, Gyuri Pascu și Belinda Carlisle

### Ediția a IX-a 1996
- Desfășurare:
  - 8 iulie: Festivitatea de deschidere și concurs de CD, / Recital Etno-Pop (Monica Anghel, Loredana Groza, Silvia Dumitrescu & Berti Barbera, Stereo) / Recital La Bouche
  - 9 iulie: Recital Tom Jones
  - 10 iulie: Concurs de video-clip / recitaluri: Adrian Daminescu, Vaya con Dios
  - 11 iulie: Concurs de interpretare (1) / recital: Soul II Soul
  - 12 iulie: Concurs de interpretare (2) / recitaluri: Devon Niko, Timpuri Noi
  - 13 iulie: Gala laureaților / recitaluri: Elena Cârstea, Coolio
  - 14 iulie: Sara pe deal... la izvorul dorului – spectacol folcloric extraordinar
- Prezentatori: Miruna Coca Cosma, Ricky Dandel și Hugo de Campos
- Participanți:
  - Secțiunea discografie: Jean-Pierre Harmelle (Franța), Paradisio (Belgia), Charlotte Roel (Danemarca), Taste of Joy (Belgia), Gil Cassan (Belgia), Petroleum Jell (S.U.A.), Josephine (Elveția), Claudio Cirimelle (Italia), Garret Wall (Irlanda), Cinzia Sasso (Italia), Robin Brock (Canada), Zhang Mai (China), Monica Anghel (România), Laurențiu Cazan (România)
  - Secțiunea videoclip: First Kiss (Irlanda), Paradisio (Belgia), Marjorie (Finlanda), Charlotte Roel (Danemarca), Petroleum Jell (S.U.A.), Ardit Gjebrea (Albania), ASAP (S.U.A.), Robin Brock (Canada), Viktor Zinchuk (Rusia), Kenny Joyce (Franța), Jeremy Kaplan (Israel), Andrea Black (UK)
  - Secțiunea interpretare: Nati Duran (Spania), Marjorie (Finlanda), Charlotte Roel (Danemarca), Taste of Joy (Belgia), Gil Cassan (Belgia), Baggio (Canada), Silvia Cecchetti (Italia), Sonia (Portugalia), Danielle Lo Presti (S.U.A.), Viktoria Jones (Ungaria), Jimmy Anderson (Scoția), Garret Wall (Irlanda), Cinzia Sasso (Italia), Deian & Boiko Nedelcev (Bulgaria), Stela Argatu (Moldova), Jay Marie Smith (Australia), Yesim Donus Isin (Turcia), Qidi (China), Chris Agulio (Italia), Bodicy (Indonezia), Valentina Fărcășanu (România), Adrian Enache (România)
- Câștigători:
  -   Monica Anghel
- Alte premii și mențiuni: Premiul pentru cel mai bun videoclip: Cătălin Cățoiu, („Lumea mea” – Silvia Dumitrescu)
- Vedete în concert: Tom Jones, Vaya Con Dios, Coolio, Soul II Soul, La Bouche, Monica Anghel, Silvia Dumitrescu, Loredana Groza, Adrian Daminescu, Stereo, Timpuri Noi

### Ediția a X-a 1997
- Desfășurare:
  - 23 iunie: Concurs discografic / Recitaluri: Waldo, Clara Thomas, Masterboy
  - 24 iunie: A fost o dată un cerb de aur. Club sentimental: Cântec printre amintiri / Concurs de videoclipuri / Recital Diana Ross
  - 25 iunie: A fost o dată un cerb de aur. / Gala vedetelor / Recital: Gheorghe Zamfir
  - 26 iunie: Concursul de interpretare (1) / Recital Sheryl Crow
  - 27 iunie: Concursul de interpretare (2) / Recital Big Mountain, IRIS
  - 28 iunie: Gala laureaților / Recital Zucchero
- Prezentatori: Andreea Marin, Tania Budi și Horia Brenciu
- Participanți:
- Câștigători:
  -   Meiske Shakila Sherhalawan
- Alte premii și mențiuni:
- Vedete în concert: Big Mountain, Masterboy, Sheryl Crow, Waldo, Diana Ross, Gheorghe Zamfir, Therese Steinmetz, Dan Spătaru și Christina Aguilera

### Ediția a XI-a 2001
- Desfășurare:
- Prezentatori: Ricky Dandel și Gianina Corondan
- Participanți:
- Câștigători:
  -   Proconsul
- Alte premii și mențiuni:
- Vedete în concert: INXS, UB40, Soca Boys, Cyndi Lauper, Ștefan Bănică Jr., Holograf, Direcția 5, 3 Sud-Est

### Ediția a XII-a 2002
- Desfășurare: 4-6 septembrie
- Prezentatori: Andreea Marin și Cosmin Cernat
- Participanți:
- Câștigători:
  -   Paula Seling – România
  - Premiul I:  Lash – Australia
  - Premiul II:  Mike Peterson – Țările de Jos
  - Premiul III:  Millenium – Republica Moldova
- Alte premii și mențiuni:
- Vedete în concert: Boyz II Men, The Kelly Family, Scorpions, t.A.T.u.

### Ediția a XIII-a 2003
- Desfășurare: 20-22 august
- Prezentatori: Vedetele TVR
- Participanți:
- Câștigători:
  -   Sha Baoliang – China
  - Premiul I:  Sister K – Țările de Jos
  - Premiul II:  Nico – România
  - Premiul III:  Kaffe – Bulgaria
- Alte premii și mențiuni:
  - Premiul de popularitate:  Amit Z – Israel
- Vedete în concert: Ricky Martin, Simple Minds, Paula Seling, Holograf, Vama Veche, Compact, Nicola, Nicu Alifantis

### Ediția a XIV-a 2004
- Desfășurare: 23-25 iulie
- Prezentatori: Ioana Moldovan și Gabriel Coveșeanu
- Câștigători:
  -   Eleanor Cassar – Malta
  - Premiul I:  Slang – România
  - Premiul II:  Anri – Georgia
  - Premiul III:  Analia Selis – Argentina
- Participanți: Soca Girlz (Țările de Jos), Kaivanto și Milana (Finlanda), Julie & Ludwig (Malta)
- Alte premii și mențiuni:
  - Premiul de popularitate:  Madame Piano & Franco Masi – Serbia
- Vedete în concert: Pink, Nino D'Angelo, Thomas Anders

### Ediția a XV-a 2005
- Desfășurare: 21-23 septembrie
- Prezentatori: Cosmin Cernat și Ramona Bădescu
- Participanți:
- Câștigători:
  -   Linda – Italia („Îți mulțumesc”)
  - Premiul I:  Vanessa Quai – Vanuatu
  - Premiul II:  Andra – România
  - Premiul III:  Olivia Lewis – Malta
- Alte premii și mențiuni:
  - Premiul de popularitate:  Giulia Nahmany – Israel
- Vedete în concert: Natalie Imbruglia, Joe Cocker, Pavel Stratan, O-Zone, Zdob și Zdub
- Media: Linda – „Îți mulțumesc” Arhivat în 28 septembrie 2007, la Wayback Machine.

### Ediția a XVI-a 2008
- Desfășurare: 3-8 septembrie
- Prezentatori: Elvin Dandel, Alina Sorescu și Ruxandra Gheorghe
- Participanți:
- Câștigători:
  -   Răzvan Krivach
  -   Biondo
  -   Toni Poptămaș & Desperado
- Alte premii și mențiuni:
  - Premiul special al publicului: Annamari Dancs (România)
  - Premiul special al juriului: 3nity (Franța)
- Vedete în concert: Iris și Direcția 5 împreună cu Angela Similea, Aura Urziceanu, Doru Tufiș, Paula Seling, Gabriel Cotabiță, Nicola, Laurențiu Cazan, Monica Anghel, Luminița Anghel, Mircea Baniciu, Marcel Pavel și Nico, Ștefan Bănică Jr., Paula Seling, Simply Red, Ruslana, Horia Brenciu și orchestra sa, Sava Negrean-Brudașcu, Nicolae Furdui Iancu, Tiberiu Ceia, Florica Zaha, ansamblul „Joc” din Chișinău, Damian Drăghici.

### Ediția a XVII-a 2009
- Desfășurare: 2-6 septembrie
- Prezentatori: Mihai Constantin, Aurelian Temișan, Delia Budeanu, Alexandra Tararache și Raluca Hogyes
- Participanți:
- Câștigători:
  -   Antonino Spadaccino
  -   trupa The Marker
  -   Ovidiu Jacobsen
- Alte premii și mențiuni:

- Premiul special al juriului:  Glen Vella
- Premiul special al publicului:  Ovidiu Jacobsen
- Premiul de excelență pentru întreaga carieră:  Steve Vai

- Vedete în concert: Tiziano Ferro, Steve Vai, Hot Chocolate

### Ediția a XVIII-a 2018
- Desfășurare: 29 august – 2 septembrie
- Prezentatori: Gabriel Garko, Aurelian Temișan, Ilinca Avram, Iulia Vântur și Iuliana Tudor
- Participanți: Inis Neziri (Albania), Amaliya Margaryan (Armenia), Olivier Kaye (Belgia), John Karayiannis (Cipru), Kelly Joyce Bale Simões De Fonseca (Franța),  Sebastian Schmidt (Germania), Ryan O'Shaughnessy (Irlanda), Omer Netzer (Israel), Damiano Borgi (Italia), Tiziana Camlin & The Bla Bla Band (Italia), Dinara Kairova (Kazahstan), Antonia Ghigovska (Republica Macedonia), Karl William Lund (Marea Britanie), Lidia Isac (Republica Moldova), Dora Gaitanovici (România), Ovidiu Anton (România), Raluca Blejușcă (România), Jorge González (Spania)
- Câștigători:
  -   Inis Neziri – Albania
  - Premiul I:  Olivier Kaye – Belgia
  - Premiul II:  Antonia Ghigovska – Macedonia
  - Premiul III:  Kelly Joyce – Franța
- Alte premii și mențiuni:
  - Premiul Municipiului Brașov:  Ryan O’Shaughnessy – Irlanda
  - Premiul Consiliului Județean Brașov:  Damiano Borgi – Italia
  - Premiul pentru cea mai bună interpretare a unei piese românești:  Raluca Blejușcă – România
  - Premiul Presei Festivalului:  Ovidiu Anton – România
  - Premiul Publicului:  Olivier Kaye – Belgia
  - Premiul Societăților Publice de Radio și de Televiziune:  Lidia Isac – Republica Moldova

- Vedete în concert: Gigliola Cinquetti, Paulo Bragança, The Humans, Andra, Flavius și Linda Teodosiu, Loredana Groza, Amy Macdonald, Horia Brenciu, Delia Matache, James Blunt, Nicole Scherzinger, Edvin Marton, The Motans, Eleni Foureira, Carla's Dreams

### Ediția a XIX-a 2019
- Desfășurare: 23-25 august
- Prezentatori: Elvin Dandel, Eda Marcus
- Participanți: Syuzanna Melqonyan (Armenia), Alfie Arcuri (Australia), Sara de Blue (Austria), Cynthia Verazie (Cipru), Tamara Gachechiladze (Georgia), Eliza G. (Italia), Veronica Liberati (Italia), Ralfs Eilands (Letonia), Monika Marija (Lituania), Anna Odobescu (Republica Moldova), Florin Raduta (România), Renate (România)
- Câștigători:
  -   Eliza G. – Italia
  - Premiul I:  Sara de Blue – Austria
  - Premiul II:  Ralfs Eilands – Letonia
  - Premiul III:  Monika Marija – Lituania
- Alte premii și mențiuni:
  - Premiul Municipiului Brașov:
  - Premiul Consiliului Județean Brașov:
  - Premiul pentru cea mai bună interpretare a unei piese românești:
  - Premiul Presei Festivalului:
  - Premiul Publicului:
  - Premiul Societăților Publice de Radio și de Televiziune:
- Vedete de concerte: Ștefan Bănica Jr., Ronan Keating, Emeli Sandé, Irina Rimes, Ester Peony, Viktor Lazlo, Corina Chiriac

## Ediții speciale

### Cerbul de Aur... de la alb-negru la color
- Desfășurare:

„Cerbul de Aur... de la alb-negru la color” a fost organizat de Televiziunea Română în studiourile sale din București, pe 1 martie 2008, pentru a celebra 40 de ani de la debutul festivalului în 1968. Numeroase personalități au fost prezente în studioul 3 al TVR pentru a trasa, pentru telespectatori, istoria Cerbului de Aur de la alb-negru la color, amintindu-și cu drag și emoție de întâmplările prin care au trecut de-a lungul celor cincisprezece ediții ale Cerbului de Aur. Constantin Drăghici (cel care a deschis cu un recital Festivalul în 1968), Margareta Pâslaru, Stela Popescu și Iurie Darie (primii prezentatori ai Cerbului, în 1968), Valeriu Lazarov (regizorul artistic al primei ediții a Cerbului), Mihaela Mihai (interpretă prezentă la primele trei ediții ale Cerbului, premiată cu mențiune), Sanda Țăranu (prezentatoare a celei de-a doua ediții, alături de actorul Silviu Stănculescu), Luminița Dobrescu (câștigătoarea Cerbului în 1969), Doina Spătaru (premiată cu mențiune la a treia ediție), Corina Chiriac (deținătoare a Cerbului de bronz în 1971), Teodora Dinulescu (scenografa primei ediții a Cerbului), Carmen Dumitrescu (reporter al TVR), Dumitru Moroșanu și Octavian Iordăchescu (cei care au reluat Cerbul de Aur în 1992), Doru Tufiș (câștigătorul locului I la secțiunea videoclip în 1993), Ricky Dandel (prezentatorul edițiilor 1992, 1993, 1994, 1996 și 2001), interpretă Silvia Dumitrescu, realizatoarea Florentina Satmari (de al cărei nume se leagă primele ediții ale serilor de folclor ale Festivalului), Narcisa Suciu (deținătoarea premiului al III-lea la interpretare în 1997), Mălina Olinescu (premiul I la interpretare în 1997), Luminița Anghel (premiul I la interpretare în 2001), Irina Radu (director al festivalului 2002-2005), Paula Seling (câștigătoarea trofeului în 2002), Ovidiu Drugă (director de imagine la mai multe ediții de Cerb), Iuliana Tudor (prezentatoare a serilor de folclor la ultimele ediții ale Cerbului), Berti Barbera (responsabilul cu Nopțile Cerbului), Doina Anastasiu (realizator și regizor artistic la edițiile 1992-2001 ale Cerbului), Gheorghe Scripcaru (primarul orașului Brașov), Dan Manoliu (regizorul artistic al festivalului în 2005), Cosmin Cernat (prezentatorul ediției din 2005) au fost invitații speciali ai spectacolului aniversar Cerbul de Aur, de la alb-negru la color.
"Cerbul de Aur a fost o adevărată școală pentru mine, așa cum, de altfel, a fost și Televiziunea Română. Muncind la Cerb am învățat să fac televiziune", a spus realizatorul Valeriu Lazarov, realizatorul multor programe de televiziune de succes de pe piață. Irina Radu a declarat că se simte la TVR ca acasă și că îi este dor de TVR, unde și-a făcut prieteni pe viață. „Pentru mine, Festivalul Cerbul de Aur a fost o adevărată școală de viață, dar și de management" (Irina Radu). Actrița Stela Popescu a povestit telespectatorilor cum a devenit prezentatoarea Cerbului în 1968, amintindu-și că Octavian Paller era cel care le scria, ei și lui Iurie Darie, textele de prezentare.
Spectacolul aniversar Cerbul de Aur 40 a mai cuprins și un concurs în urma căruia, telespectatorii din țară, dar și românii din diaspora, au desemnat, prin televoting, cel mai îndrăgit cântec românesc în interpretarea unui concurent străin la Cerb. Melodia Să nu-mi iei niciodată dragostea (din repertoriul trupei Holograf), interpretată de Mike Peterson din Țările de Jos, a fost desemnată câștigătoare, adunând 35,84% din totalul voturilor telefonice ale telespectatorilor. Pe locurile următoare s-au clasat:
- Locul 2 – Îți mulțumesc, interpretă Linda (Italia) – 15,13%;
- Locul 3 – Vin' la mama de mă cere, interpretă Jayleen (Elveția) – 10, 25%;
- Locul 4 – Ionel, Ionelule, interpretată de Jojo a Gogo (Franța) – 9,85%;
- Locul 5 – Deschideți poarta soarelui, interpretă Trie Utami (Indonezia), 8,43%;
- Locul 6 – Beiju la la, interpretă Julia (Israel), 8,43%;
- Locul 7 – E vârsta întrebărilor, interpretă Eliane Dambre (Elveția) – 4,76%;
- Locul 8 – Iarna, interpretată de Urban Tale (Finlanda), 3,96%;
- Locul 9 – Let Me Try, interpretă Pam (Malta), 2,44%;
- Locul 10 – Nu-ți spun adio, interpret Garett Wall (Irlanda) – 0, 91%

Luminița Dobrescu, Doina Spătaru, Angela Similea, (doar prin înregistrare), Corina Chiriac au reaminitit telespectatorilor melodii ca Trurli, Of, inimioară, Cântecul inimii, Poarta sărutului, După noapte vine zi, cântece cu care au participat la Cerbul de Aur. Scurte intervenții muzicale au avut și Paula Seling, Monica Anghel, Luminița Anghel, Narcisa Suciu, Mălina Olinescu, Silvia Dumitrescu și Andra, și ele premiate de-a lungul timpului la Cerbul de Aur.
Ricky Dandel a recunoscut că festivalul îi este cel mai aproape de suflet dintre toate evenimentele muzicale pe care le-a prezentat. Corina Chiriac a vorbit telespectatorilor despre prezentatorii Valeria Gagealov și Andrei Magheru, cei care s-au cunoscut acum 40 de ani la Cerbul de Aur și aniversează, la rândul lor, 40 de ani de căsătorie. Berti Barbera a sintetizat: „Vă mulțumesc că m-ați invitat la această lecție de istorie!"(Berti Barbera).
- Prezentatori: Dan Teodorescu, Horia Moculescu, Ruxandra Gheorghe
- Participanți: "Cerbul de Aur... de la alb-negru la color" a reunit câștigătorii edițiilor precedente ale competiției muzicale.

## Serile de folclor
Realizatoarea tv Florentina Satmari a povestit telespectatorilor că ideea serilor de folclor ale Cerbului a apărut în 1992 și aparține lui Dumitru Moroșanu. „Totul a pornit de la intenția de a le prezenta străinilor care veneau la festival tradițiile românilor, însă spectacolele de folclor de la Brașov au fost de fiecare dată foarte bine primite și de brașoveni" (Florentina Satmari). 

### Serile de folclor din anul 2008
- Realizator: Marioara Murărescu
- Desfășurare: 7-8 septembrie
- Invitați:
  - 7 septembrie:[4] Maria Ciobanu , Nicolae Furdui Iancu, Dumitru Fărcaș, Sava Negrean Brudașcu, Mioara Velicu , Ovidiu Homorodean, Tiberiu Ceia, Ciprian Roman, Mariana Anghel, Nineta Popa, Aurelian Suciu, Cristian Pomohaci, Cornelia Ciobanu, Dan Doboș, Angelica Flutur , Alexandru Brădățan, Orchestra Jidvei România (dirijor Stelian Stoica), Orchestra Rapsozii Botoșanilor (dirijor Ioan Cobâlă), Dana Ionela Jurjuț, Radu Poncracz, Steliana Sima, Luciana Văduva, Gheorghița Nicolae, Reveca Sălcianu, Silvana Râciu, Georgel Nucă, Marius Josceanu, Alexandra Chira, Ansamblul Folcloric Columna Din Zalău (condus de Pamfil Vlaicu), Felicia Stoian, Maria Coman, Stana Stepanescu, Mircea Simionca, Leontin Ciucur, Cornel Borza, Florica Zaha, Antonela Ferche Buțiu, Liviu Buțiu, Viorel Zaha, Tudor Furdui Iancu, Junii de la Jidvei, Petrică Pașca, Ioan Berci, Dan Gâdea, Gheorghiță Radu, Mihai Brad, Ansamblul Joc din Republica Moldova.
  - 8 septembrie:[4]Mariana Ionescu Căpitănescu, Ionuț Fulea, Adrian Stanca, Matilda Pascal Cojocărița, orchestra Jidvei (dirijor Stelian Stoica), orchestra Rapsozii Botoșanilor (dirijor Ioan Cobâlă), Ovidiu Homorodean, Ciprian Roman, Aurelian Suciu, Victorița Lăcătușu, Mariana Deac, grupul Doruri Muscenele din Mihăiești-Argeș, Nina Predescu, Olguța Bebrbec, Ana Maria Ion Oprișan, Alina Pina, Sebastian Stan, Marius Ciprian Pop, Radu Ciordaș, Maria Butilă, Adrian Stanca, Doru Farcaș, Taraful Voievodca, Gavriil Prunoiu, Ion Ghițulescu, Ansamblul Busuiocul – Bacău, Ansamblul Dor Călător și grupul Multietnic din Craiova, Tarfaul Iancu Jianu, Elena și Vasile Tapotă Lătărețu, Florentina și Petre Giurgi, Maria Tripon și Ansamblul Oașul (ES Nob. Ionuț Silaghi de Oaș), Maria Butaciu, Valeria Peter Predescu, Cristian Pomohaci, Alexandru Pugna, Trio Transilvan din Bistrița Năsăud, Niculina Stoican, Petrică Mâțu Stoian, Constantin Enceanu, taraful Doina Gorjului.